# Florida thuộc Tây Ban Nha
Florida thuộc Tây Ban Nha (tiếng Tây Ban Nha: La Florida) là thuộc địa của Đế quốc Tây Ban Nha ở khu vực Bắc Mỹ, là một phần lãnh thổ của Phó vương quốc Tân Tây Ban Nha, và lãnh thổ này bao gồm các phần của Đông Nam Hoa Kỳ ngày nay kéo dài 1513–1763, 1784–1821. Để giành quyền kiểm soát La Habana của Cuba, Tây Ban Nha đã trao đổi Florida với Anh. Bị giới hạn bởi sông Apalachicola, chính quyền Anh chia Florida thành hai phần, Đông Florida và Tây Florida. Năm 1784, Tây Ban Nha giành lại quyền kiểm soát Florida. Năm 1821, Hoa Kỳ mua lại khu vực Florida và thành lập Lãnh thổ Florida.

## Lịch sử
Có thể các nhà thám hiểm người Bồ Đào Nha ẩn danh là những người châu Âu đầu tiên lập bản đồ bờ biển phía đông của Hoa Kỳ trong tương lai, có thể từ New York đến Florida, như được ghi lại trong hành trình Cantino năm 1502. Tuy nhiên, họ giữ bí mật những khám phá của họ và không cố gắng khám phá vùng đất.
Năm 1512, Juan Ponce de León, cựu thống đốc Puerto Rico, đã nhận được sự cho phép từ vương quốc để tìm kiếm đất đai ở phía bắc Cuba. Ông bắt đầu cuộc tìm kiếm của mình vào năm 1513. Vào cuối tháng 3, ông đã tìm thấy một hòn đảo (có thể là hòn đảo Bahamas) nhưng không dừng lại. Đầu tháng 4, Ponce de León đã đến bờ biển Florida, nơi ông coi là một hòn đảo lớn. Ông tuyên bố "hòn đảo" là dành cho Tây Ban Nha và đặt tên là la Florida, vì đó là thời điểm Phục sinh Florida và cũng do phần lớn của thảm thực vật nó có trong hoa. Sau đó, ông khám phá về phía nam dọc theo bờ biển, xung quanh Florida Keys và phía bắc trên bờ biển phía tây của bán đảo, trước khi trở về Puerto Rico.
Ponce de León có lẽ không phải là người Tây Ban Nha đầu tiên đến Florida, mặc dù ông là người đầu tiên làm như vậy với sự cho phép từ vương thất Tây Ban Nha. Có khả năng các tàu Tây Ban Nha từ vùng biển Caribe đã bí mật xâm chiếm Florida để bắt giữ nô lệ bản địa. Người bản địa ở bờ biển phía đông và bờ biển phía Tây Nam Florida đã thù địch với Ponce de León trong lần tiếp xúc đầu tiên, và anh đã gặp một người da đỏ ở Florida, người biết một vài từ tiếng Tây Ban Nha.

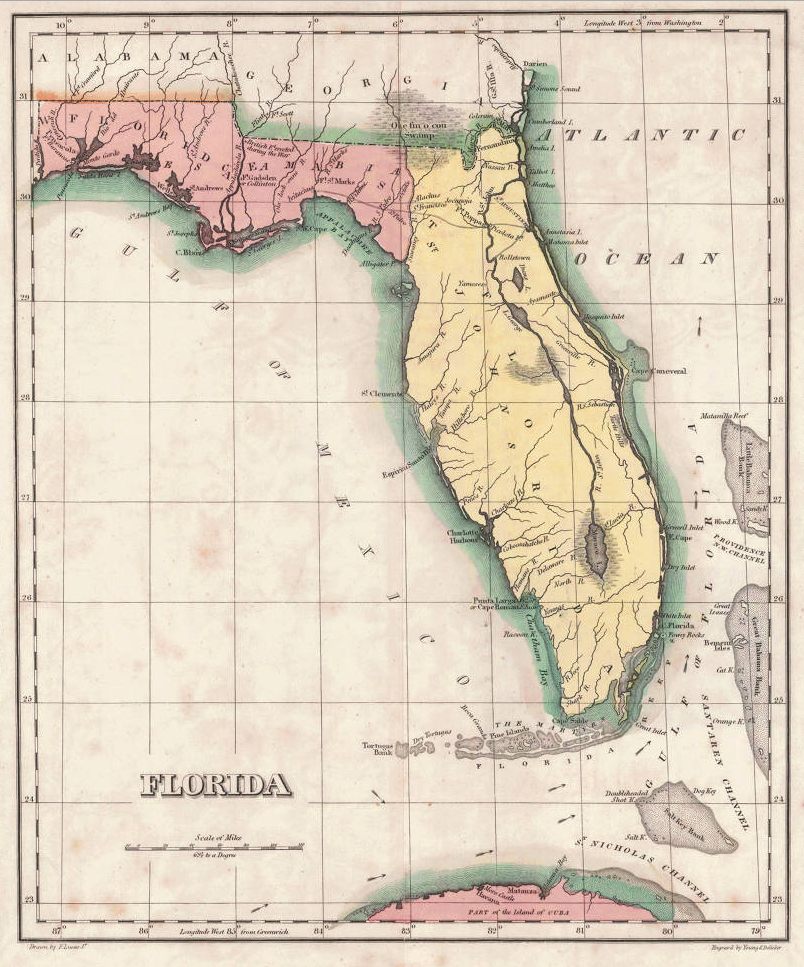
Dưới sự cai trị của Tây Ban Nha, Florida bị chia cắt bởi sự phân tách tự nhiên của sông Suwannee ở Tây Florida và Đông Florida. (bản đồ: Carey&Lea, 1822)

Năm 1763, Tây Ban Nha nhượng Florida cho Anh để đổi lấy quyền kiểm soát Havana, Cuba, nơi đã bị người Anh bắt giữ trong Chiến tranh Bảy năm. Vì Anh đã đánh bại Pháp trong cuộc chiến, nên nó chiếm toàn bộ Louisiana của Pháp ở phía đông sông Mississippi, ngoại trừ New Orleans. Vì không thể cai trị vùng lãnh thổ rộng lớn mới này như một đơn vị duy nhất, Vương quốc Anh đã chia nó thành hai vùng lãnh thổ ngăn cách bởi sông Apalachicola: ở Đông Florida (bán đảo) vàTây Florida (dải đất).
Tây Ban Nha giành lại quyền sở hữu Vương quốc Anh của Florida thông qua Hiệp ước Versailles năm 1783 và duy trì tập quán của Anh cai trị Florida như các lãnh thổ riêng biệt: Tây Florida và Đông Florida.
Sau khi Hoa Kỳ độc lập, việc thiếu các ranh giới cụ thể đã dẫn đến tranh chấp biên giới với Hoa Kỳ mới thành lập, được gọi là Bút chiến Tây Florida. Hai hiệp ước năm 1783 chấm dứt Chiến tranh giành độc lập Hoa Kỳ khác nhau về ranh giới. Hiệp định Paris giữa Anh và Hoa Kỳ quy định ranh giới giữa Tây Florida và Hoa Kỳ mới độc lập tại bắc song song 31°. Tuy nhiên, trong Hiệp định Paris, giữa Anh và Tây Ban Nha, Tây Florida đã được nhượng lại cho Tây Ban Nha mà không có giới hạn nào được chỉ định. Chính phủ Tây Ban Nha cho rằng giới hạn này giống như trong thỏa thuận năm 1763, qua đó họ lần đầu tiên trao lãnh thổ của mình từ Florida, cho Vương quốc Anh, cho rằng giới hạn phía bắc của Tây Florida là giới hạn 32°22 Được thành lập bởi Vương quốc Anh vào năm 1764, sau Chiến tranh Bảy năm. Đường dây của Anh ở 32°22 gần với yêu sách cũ của Tây Ban Nha là 32°30, có niên đại theo Hiệp ước Madrid năm 1670. Đại diện của Hoa Kỳ nhấn mạnh rằng biên giới ở băc song song 31°, như được quy định trong Hiệp định Paris với Vương quốc Anh.
Tây Ban Nha đã cố gắng giải quyết tranh chấp một cách nhanh chóng, nhưng Hoa Kỳ đã hoãn lại, vì biết rằng thời gian đã đứng về phía mình. thông qua Hiệp ước Madrid năm 1795 với Hoa Kỳ, Tây Ban Nha công nhận bắc song song 31° là biên giới, chấm dứt cuộc tranh cãi đầu tiên ở Tây Florida. Andrew Ellicott đã nghiên cứu song song này trong 1797, là biên giới giữa Hoa Kỳ và các lãnh thổ Tây Ban Nha.
Ngày 22 tháng 2 năm 1819, Hiệp ước Adams–Onís đã được ký giữa Hoa Kỳ và Tây Ban Nha, và có hiệu lực vào 17 tháng 7 năm 1821. Theo các điều khoản của hiệp ước, Hoa Kỳ đã có được Florida, và đổi lại, đã từ bỏ tất cả các yêu sách của mình thành Texas.